# Онг Кхам
Онг Кхам (пом. 1769) — другий володар королівства Луанґпхабанґ, пізніше король Ланни.
Був онуком короля Сурінья Вонґса. Зайняв трон Луанґпхабанґу 1713 року після смерті короля Кінґкітсарата. За десять років його повалив Інтасом, скориставшись відсутністю короля у столиці (той виїхав на тривале полювання). Після того впродовж кількох років Онг Кхам був ченцем, а після смерті Тепсина 1727 року, Онг Кхаму запропонували зайняти трон Ланни. Там він правив до своєї смерті 1769 року. У 1727—1728 і 1731—1732 роках зазнав вторгнень Танінґанвая, володаря імперії Таунгу, зумівши зберегти незалежність південної Ланни, яка тепер складала лише долину Пінг навколо міста Чіангмай. Втім 1732 року було відокремо Лампанг, де поставлено бірманського ставленника. 1757 року вже сам Онг Кхам визнав зверхність бірманського правителя Алаунпаї.